# Keizer Maximiliaan II
Keizer Maximiliaan II (Wenen, 31 juli 1527 — Regensburg, 12 oktober 1576) was keizer van het Heilige Roomse Rijk, koning van Bohemen, koning van Hongarije en aartshertog van Oostenrijk. Hij was de oudste zoon van keizer Ferdinand I en Anna van Bohemen en Hongarije. Hij was een neef van keizer Karel V. 

## Jeugd

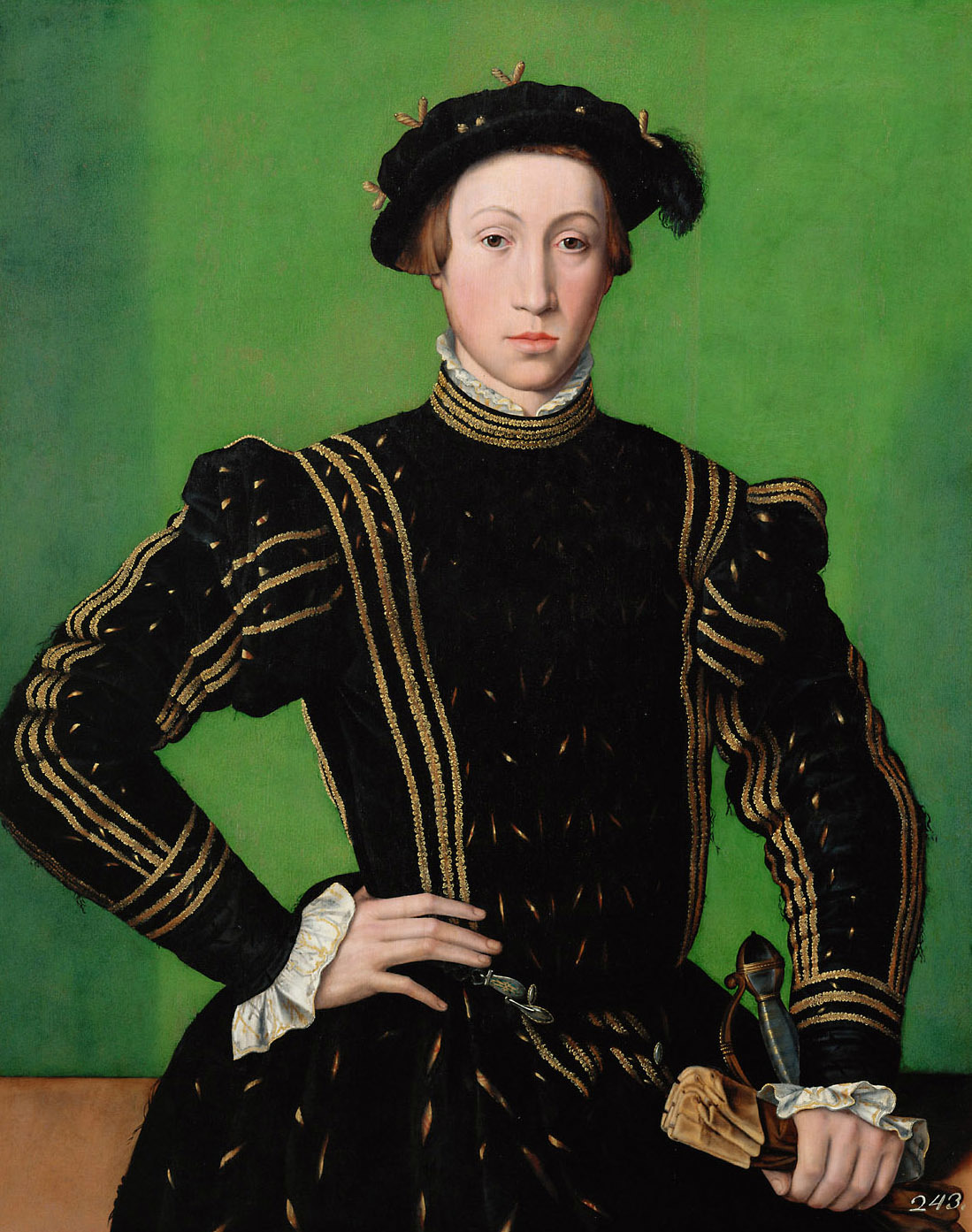
Maximiliaan II als jongeman (schilderij door William Scrots)
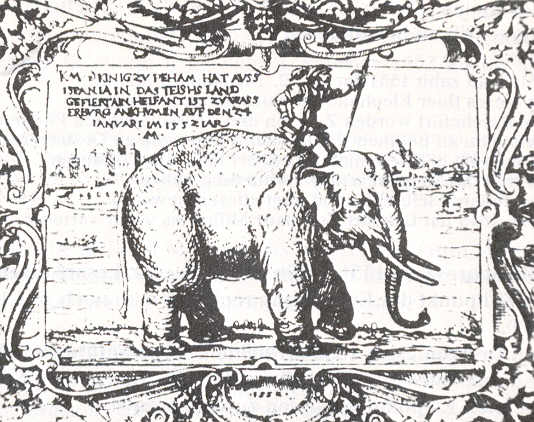
De olifant Soliman te Wasserburg (januari 1552)
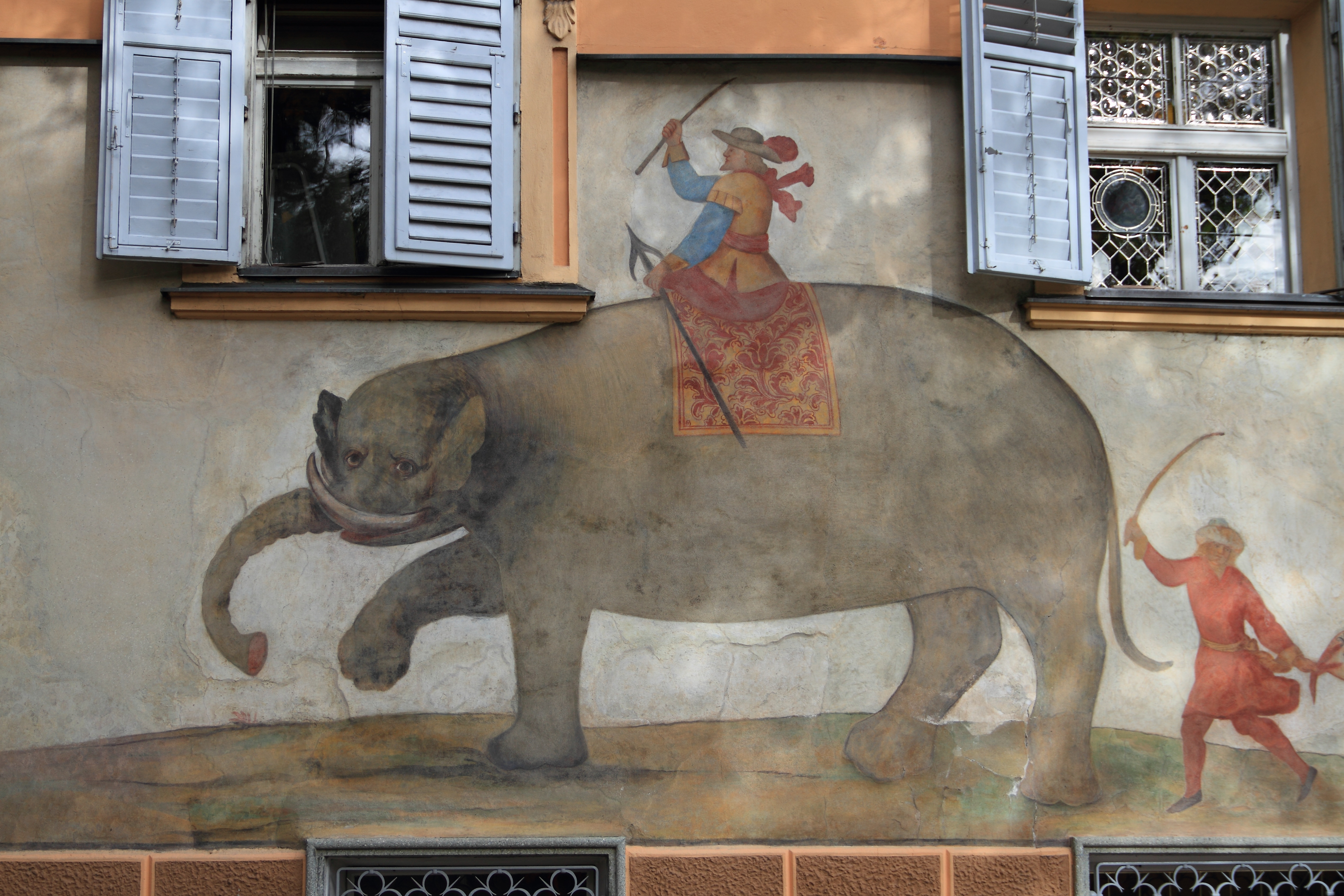
Muurschildering Hotel Elefant, Brixen

Maximiliaan bracht zijn jeugd door te Innsbruck. Hier leerde hij de Tiroler versie van het Beierse dialect, dat hij nooit verleerde, en dat een blijvende invloed had op de manier, waarop hij Duits sprak en schreef. Samen met zijn broer Ferdinand genoot hij een uitstekende opvoeding. Eén van zijn leraren was de humanist Caspar Ursinus Velius . Een andere huisleraar, een zekere Wolfgang Schiefer, over wie verder weinig bekend is, werd in 1538 wegens lutheranisme ontslagen. Mogelijk reeds sinds zijn jeugd behoorde hij tot de vrienden- of kennissenkring van de lutherse vorst August van Saksen.
Over Maximiliaan wordt bericht, dat hij aan de zijde van keizer Karel V persoonlijk meevocht in de Slag bij Mühlberg (1547). Na deze gewonnen slag maakte hij zich sterk voor de vrijlating van zijn tegenstander, Johan Frederik I van Saksen; wellicht, omdat Maximiliaan heimelijk sympathiseerde met het lutherse geloof. Toch had hij vanaf 1548 met zijn katholieke nicht Maria van Spanje, dochter van Karel V, een gelukkig huwelijk.
Om aan familiebesprekingen over de erfopvolging in het Heilige Roomse Rijk te kunnen deelnemen, reisde Maximiliaan in 1550-1552 van Spanje naar Wenen. In 1551 was hij aanwezig bij het Concilie van Trente. Deze reis was een spectaculaire diplomatieke stunt, mede doordat hij een Soliman genaamde Indische olifant, met een Indiase mahout als begeleider,  in zijn gevolg meenam. Dit exotische, in Europa onbekende, dier droeg niet onbelangrijk bij aan de grootsheid van zijn intocht in Wenen in 1552. Tot op de huidige dag bestaan er langs de route, die Maximiliaan volgde, o.a. via Brixen, Tirol en langs de rivieren Inn en Donau, herbergen met een aan die olifant herinnerende naam of afbeelding.

## Religieus beleid
Reeds in 1553 was al bedongen dat hij en niet Filips II van Spanje (de zoon van Karel V) Ferdinand I zou opvolgen als keizer, nadat de Duitse keurvorsten geprotesteerd hadden tegen een te uitgesproken rooms-katholieke pretendent.
Maximiliaan II regeerde tijdens de lutherse hervormingen en hij stelde zich open voor de argumentatie van de protestanten. Hij had lutherse predikers, adviseurs, artsen en wetenschappers naar het hof geroepen. Onder druk van zijn vader, Ferdinand I, het katholieke Spanje en de Heilige Stoel moest Maximiliaan II publiekelijk verklaren zich altijd aan het officiële geloof van Rome te zullen houden. Dit belette hem niet om privé te blijven omgaan met de volgelingen van Luther.
Eenmaal op de troon, sloeg Maximiliaan II een nieuwe weg in; in plaats van zich actief achter de Katholieke Kerk van Rome te scharen en aan hun moorddadige strijd tegen andersgelovigen (ketters) deel te nemen, had hij besloten vrede en verdraagzaamheid te dienen. Hij zou zich niet bij de ene stroming (protestanten) noch bij de andere (rooms-katholieken) aansluiten. Geen van beide religieuze groeperingen kon dus zeggen dat hij een van hen was.

## Oost-Europa

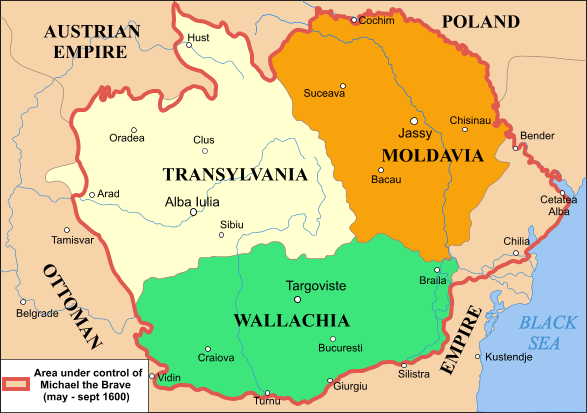
Oost-Europa eind 16 de eeuw

In 1564 begon het conflict met de Ottomanen opnieuw. Een trouwe bondgenoot van Maximiliaan, de ban van Kroatië en generaal in het Habsburgse leger, Nikola Šubić Zrinski, veroverde de strategische stad Szeged op de Ottomanen. Wat volgde was het Beleg van Szigetvár in 1566. Nikola Šubić Zrinski sneuvelde en sultan Süleyman I stierf aan een hartaanval.
De Habsburgers moesten het Verdrag van Adrianopel (1568) ondertekenen. Moldavië en Walachije werden vazalstaten van het Ottomaanse Rijk, en moesten aan dat rijk een tribuut van 30.000 gulden betalen. Vanaf 1569 kregen de Ottomanen een nieuwe tegenstrever, de Russen onder leiding van Ivan IV de Verschrikkelijke. Gesterkt door de situatie kon Maximiliaan het Verdrag van Spiers (1570) afdwingen en was Johan II Sigismund Zápolya, heerser van Oost-Hongarije bereid om af te treden en de Hongaarse troon aan de Habsburgers af te staan. Hij kreeg de titel "vorst van Zevenburgen, en een deel van het koninkrijk Hongarije". Een jaar later stierf hij.
De nieuwe vojvoda van Zevenburgen, Stefanus Báthory, een van de meest gewiekste vorsten van zijn tijd, zou de Habsburgers en de Ottomanen kundig tegen elkaar uitspelen. Bij de dood van Maximiliaan was hij vorst van Zevenburgen, koning van het Pools-Litouwse Gemenebest en feitelijke heerser over het hertogdom Pruisen.
Maximiliaan II had nooit een sterk gestel gehad. Op 49-jarige leeftijd, tijdens de terugkeer van zijn militaire veldtocht naar Wenen, speelde zijn oude kwaal, hartkloppingen, weer op en stierf hij.
Maximiliaan II was lid van de Orde van het Gulden Vlies.

## Nageslacht
Hij trouwde op 13 september 1548 met zijn nicht Maria van Spanje, dochter van Karel V. Uit dit huwelijk werden zestien kinderen geboren:
- Anna (2 november 1549 - 26 oktober 1580), gehuwd met Filips II van Spanje.
- Ferdinand (28 maart 1551 - 25 juni 1552).
- Rudolf (18 juli 1552 - 20 januari 1612), keizer van het Heilige Roomse Rijk na de dood van zijn vader.
- Ernst (15 juni 1553 - 20 februari 1595), hij was landvoogd der Zuidelijke Nederlanden van 1594 tot zijn dood. Hij probeerde ook tweemaal vergeefs koning van Polen te worden.
- Elisabeth (5 juli 1554 - 22 januari 1592), zij was koningin van Frankrijk door haar huwelijk met Karel IX van Frankrijk.
- Maria (27 juli 1555 - 25 juni 1556).
- Matthias (24 februari 1557 - 20 maart 1619), hij was keizer van het Heilige Roomse Rijk na de dood van zijn oudere broer Rudolf II. Hij trad in het huwelijk met prinses Anna van Tirol.
- Een zoon (geboren en overleden op 20 oktober 1557).
- Maximiliaan (12 oktober 1558 - 2 november 1618), hij was grootmeester van de Duitse Orde en stadhouder van Tirol. Hij was ook bestuurder van Pruisen.
- Albrecht (15 november 1559 - 13 juli 1621), hij trad in het huwelijk met prinses Isabella van Spanje.
- Wenceslaus (9 maart 1561 - 22 september 1578), ongehuwd.
- Frederik (21 juni 1562 - 16 januari 1563).
- Maria (19 februari 1564 - 26 maart 1564).
- Karel (26 september 1565 - 23 mei 1566).
- Margaretha (25 januari 1567 - 5 juli 1633), ongehuwd.
- Eleonora (4 november 1568 - 12 maart 1580), ongehuwd.

## Kwartierstaat (voorouders)
| Keizer Maximiliaan I (1459-1519)     | Keizer Maximiliaan I (1459-1519)     | Keizer Maximiliaan I (1459-1519)     | Keizer Maximiliaan I (1459-1519)     | Keizer Maximiliaan I (1459-1519)     | Keizer Maximiliaan I (1459-1519)     | Maria van Bourgondië (1457-1482) | Maria van Bourgondië (1457-1482) | Maria van Bourgondië (1457-1482)  | Maria van Bourgondië (1457-1482)  | Maria van Bourgondië (1457-1482)  | Maria van Bourgondië (1457-1482)  |                                   |                                   | Ferdinand II van Aragon (1452-1516) | Ferdinand II van Aragon (1452-1516) | Ferdinand II van Aragon (1452-1516) | Ferdinand II van Aragon (1452-1516) | Ferdinand II van Aragon (1452-1516) | Ferdinand II van Aragon (1452-1516) | Isabella I van Castilië (1451-1504) | Isabella I van Castilië (1451-1504) | Isabella I van Castilië (1451-1504) | Isabella I van Castilië (1451-1504) | Isabella I van Castilië (1451-1504) | Isabella I van Castilië (1451-1504) |                                    |                                    | Casimir IV van Polen (1427-1492)   | Casimir IV van Polen (1427-1492)   | Casimir IV van Polen (1427-1492) | Casimir IV van Polen (1427-1492) | Casimir IV van Polen (1427-1492)                                      | Casimir IV van Polen (1427-1492)                                      | Elisabeth van Oostenrijk (1436-1505)                                  | Elisabeth van Oostenrijk (1436-1505)                                  | Elisabeth van Oostenrijk (1436-1505)                                  | Elisabeth van Oostenrijk (1436-1505)                                  | Elisabeth van Oostenrijk (1436-1505)      | Elisabeth van Oostenrijk (1436-1505)      |                                           |                                           | Gaston II van Foix-Candale (1448-1500)    | Gaston II van Foix-Candale (1448-1500)    | Gaston II van Foix-Candale (1448-1500) | Gaston II van Foix-Candale (1448-1500) | Gaston II van Foix-Candale (1448-1500) | Gaston II van Foix-Candale (1448-1500) | Catharina van Foix (1460-1494)     | Catharina van Foix (1460-1494)     | Catharina van Foix (1460-1494)     | Catharina van Foix (1460-1494)     | Catharina van Foix (1460-1494)     | Catharina van Foix (1460-1494)     |  |  |  |  |  |  |  |  |  |  |  |  |  |  |  |  |  |  |  |  |  |  |  |  |  |  |  |  |  |  |  |  |  |  |  |  |  |  |  |  |  |  |  |  |  |  |  |  |
| Keizer Maximiliaan I (1459-1519)     | Keizer Maximiliaan I (1459-1519)     | Keizer Maximiliaan I (1459-1519)     | Keizer Maximiliaan I (1459-1519)     | Keizer Maximiliaan I (1459-1519)     | Keizer Maximiliaan I (1459-1519)     | Maria van Bourgondië (1457-1482) | Maria van Bourgondië (1457-1482) | Maria van Bourgondië (1457-1482)  | Maria van Bourgondië (1457-1482)  | Maria van Bourgondië (1457-1482)  | Maria van Bourgondië (1457-1482)  |                                   |                                   | Ferdinand II van Aragon (1452-1516) | Ferdinand II van Aragon (1452-1516) | Ferdinand II van Aragon (1452-1516) | Ferdinand II van Aragon (1452-1516) | Ferdinand II van Aragon (1452-1516) | Ferdinand II van Aragon (1452-1516) | Isabella I van Castilië (1451-1504) | Isabella I van Castilië (1451-1504) | Isabella I van Castilië (1451-1504) | Isabella I van Castilië (1451-1504) | Isabella I van Castilië (1451-1504) | Isabella I van Castilië (1451-1504) |                                    |                                    | Casimir IV van Polen (1427-1492)   | Casimir IV van Polen (1427-1492)   | Casimir IV van Polen (1427-1492) | Casimir IV van Polen (1427-1492) | Casimir IV van Polen (1427-1492)                                      | Casimir IV van Polen (1427-1492)                                      | Elisabeth van Oostenrijk (1436-1505)                                  | Elisabeth van Oostenrijk (1436-1505)                                  | Elisabeth van Oostenrijk (1436-1505)                                  | Elisabeth van Oostenrijk (1436-1505)                                  | Elisabeth van Oostenrijk (1436-1505)      | Elisabeth van Oostenrijk (1436-1505)      |                                           |                                           | Gaston II van Foix-Candale (1448-1500)    | Gaston II van Foix-Candale (1448-1500)    | Gaston II van Foix-Candale (1448-1500) | Gaston II van Foix-Candale (1448-1500) | Gaston II van Foix-Candale (1448-1500) | Gaston II van Foix-Candale (1448-1500) | Catharina van Foix (1460-1494)     | Catharina van Foix (1460-1494)     | Catharina van Foix (1460-1494)     | Catharina van Foix (1460-1494)     | Catharina van Foix (1460-1494)     | Catharina van Foix (1460-1494)     |  |  |  |  |  |  |  |  |  |  |  |  |  |  |  |  |  |  |  |  |  |  |  |  |  |  |  |  |  |  |  |  |  |  |  |  |  |  |  |  |  |  |  |  |  |  |  |  |
|                                      |                                      |                                      |                                      |                                      |                                      |                                  |                                  |                                   |                                   |                                   |                                   |                                   |                                   |                                     |                                     |                                     |                                     |                                     |                                     |                                     |                                     |                                     |                                     |                                     |                                     |                                    |                                    |                                    |                                    |                                  |                                  |                                                                       |                                                                       |                                                                       |                                                                       |                                                                       |                                                                       |                                           |                                           |                                           |                                           |                                           |                                           |                                        |                                        |                                        |                                        |                                    |                                    |                                    |                                    |                                    |                                    |  |  |  |  |  |  |  |  |  |  |  |  |  |  |  |  |  |  |  |  |  |  |  |  |  |  |  |  |  |  |  |  |  |  |  |  |  |  |  |  |  |  |  |  |  |  |  |  |
|                                      |                                      |                                      |                                      | Filips de Schone (1478-1506)         | Filips de Schone (1478-1506)         | Filips de Schone (1478-1506)     | Filips de Schone (1478-1506)     | Filips de Schone (1478-1506)      | Filips de Schone (1478-1506)      |                                   |                                   |                                   |                                   |                                     |                                     | Johanna van Castilië (1479-1555)    | Johanna van Castilië (1479-1555)    | Johanna van Castilië (1479-1555)    | Johanna van Castilië (1479-1555)    | Johanna van Castilië (1479-1555)    | Johanna van Castilië (1479-1555)    |                                     |                                     |                                     |                                     |                                    |                                    |                                    |                                    |                                  |                                  | Wladislaus II van Hongarije (1456-1514)                               | Wladislaus II van Hongarije (1456-1514)                               | Wladislaus II van Hongarije (1456-1514)                               | Wladislaus II van Hongarije (1456-1514)                               | Wladislaus II van Hongarije (1456-1514)                               | Wladislaus II van Hongarije (1456-1514)                               |                                           |                                           |                                           |                                           |                                           |                                           | Anna van Foix-Candale (1484-1506)      | Anna van Foix-Candale (1484-1506)      | Anna van Foix-Candale (1484-1506)      | Anna van Foix-Candale (1484-1506)      | Anna van Foix-Candale (1484-1506)  | Anna van Foix-Candale (1484-1506)  |                                    |                                    |                                    |                                    |  |  |  |  |  |  |  |  |  |  |  |  |  |  |  |  |  |  |  |  |  |  |  |  |  |  |  |  |  |  |  |  |  |  |  |  |  |  |  |  |  |  |  |  |  |  |  |  |
|                                      |                                      |                                      |                                      | Filips de Schone (1478-1506)         | Filips de Schone (1478-1506)         | Filips de Schone (1478-1506)     | Filips de Schone (1478-1506)     | Filips de Schone (1478-1506)      | Filips de Schone (1478-1506)      |                                   |                                   |                                   |                                   |                                     |                                     | Johanna van Castilië (1479-1555)    | Johanna van Castilië (1479-1555)    | Johanna van Castilië (1479-1555)    | Johanna van Castilië (1479-1555)    | Johanna van Castilië (1479-1555)    | Johanna van Castilië (1479-1555)    |                                     |                                     |                                     |                                     |                                    |                                    |                                    |                                    |                                  |                                  | Wladislaus II van Hongarije (1456-1514)                               | Wladislaus II van Hongarije (1456-1514)                               | Wladislaus II van Hongarije (1456-1514)                               | Wladislaus II van Hongarije (1456-1514)                               | Wladislaus II van Hongarije (1456-1514)                               | Wladislaus II van Hongarije (1456-1514)                               |                                           |                                           |                                           |                                           |                                           |                                           | Anna van Foix-Candale (1484-1506)      | Anna van Foix-Candale (1484-1506)      | Anna van Foix-Candale (1484-1506)      | Anna van Foix-Candale (1484-1506)      | Anna van Foix-Candale (1484-1506)  | Anna van Foix-Candale (1484-1506)  |                                    |                                    |                                    |                                    |  |  |  |  |  |  |  |  |  |  |  |  |  |  |  |  |  |  |  |  |  |  |  |  |  |  |  |  |  |  |  |  |  |  |  |  |  |  |  |  |  |  |  |  |  |  |  |  |
|                                      |                                      |                                      |                                      |                                      |                                      |                                  |                                  |                                   |                                   | Keizer Ferdinand I (1503-1564)    | Keizer Ferdinand I (1503-1564)    | Keizer Ferdinand I (1503-1564)    | Keizer Ferdinand I (1503-1564)    | Keizer Ferdinand I (1503-1564)      | Keizer Ferdinand I (1503-1564)      |                                     |                                     |                                     |                                     |                                     |                                     |                                     |                                     |                                     |                                     |                                    |                                    |                                    |                                    |                                  |                                  |                                                                       |                                                                       |                                                                       |                                                                       |                                                                       |                                                                       | Anna van Bohemen en Hongarije (1503-1547) | Anna van Bohemen en Hongarije (1503-1547) | Anna van Bohemen en Hongarije (1503-1547) | Anna van Bohemen en Hongarije (1503-1547) | Anna van Bohemen en Hongarije (1503-1547) | Anna van Bohemen en Hongarije (1503-1547) |                                        |                                        |                                        |                                        |                                    |                                    |                                    |                                    |                                    |                                    |  |  |  |  |  |  |  |  |  |  |  |  |  |  |  |  |  |  |  |  |  |  |  |  |  |  |  |  |  |  |  |  |  |  |  |  |  |  |  |  |  |  |  |  |  |  |  |  |
|                                      |                                      |                                      |                                      |                                      |                                      |                                  |                                  |                                   |                                   | Keizer Ferdinand I (1503-1564)    | Keizer Ferdinand I (1503-1564)    | Keizer Ferdinand I (1503-1564)    | Keizer Ferdinand I (1503-1564)    | Keizer Ferdinand I (1503-1564)      | Keizer Ferdinand I (1503-1564)      |                                     |                                     |                                     |                                     |                                     |                                     |                                     |                                     |                                     |                                     |                                    |                                    |                                    |                                    |                                  |                                  |                                                                       |                                                                       |                                                                       |                                                                       |                                                                       |                                                                       | Anna van Bohemen en Hongarije (1503-1547) | Anna van Bohemen en Hongarije (1503-1547) | Anna van Bohemen en Hongarije (1503-1547) | Anna van Bohemen en Hongarije (1503-1547) | Anna van Bohemen en Hongarije (1503-1547) | Anna van Bohemen en Hongarije (1503-1547) |                                        |                                        |                                        |                                        |                                    |                                    |                                    |                                    |                                    |                                    |  |  |  |  |  |  |  |  |  |  |  |  |  |  |  |  |  |  |  |  |  |  |  |  |  |  |  |  |  |  |  |  |  |  |  |  |  |  |  |  |  |  |  |  |  |  |  |  |
|                                      |                                      |                                      |                                      |                                      |                                      |                                  |                                  |                                   |                                   |                                   |                                   |                                   |                                   |                                     |                                     |                                     |                                     |                                     |                                     |                                     |                                     |                                     |                                     |                                     |                                     |                                    |                                    |                                    |                                    |                                  |                                  |                                                                       |                                                                       |                                                                       |                                                                       |                                                                       |                                                                       |                                           |                                           |                                           |                                           |                                           |                                           |                                        |                                        |                                        |                                        |                                    |                                    |                                    |                                    |                                    |                                    |  |  |  |  |  |  |  |  |  |  |  |  |  |  |  |  |  |  |  |  |  |  |  |  |  |  |  |  |  |  |  |  |  |  |  |  |  |  |  |  |  |  |  |  |  |  |  |  |
|                                      |                                      |                                      |                                      |                                      |                                      |                                  |                                  |                                   |                                   |                                   |                                   |                                   |                                   |                                     |                                     |                                     |                                     |                                     |                                     |                                     |                                     |                                     |                                     |                                     |                                     |                                    |                                    |                                    |                                    |                                  |                                  |                                                                       |                                                                       |                                                                       |                                                                       |                                                                       |                                                                       |                                           |                                           |                                           |                                           |                                           |                                           |                                        |                                        |                                        |                                        |                                    |                                    |                                    |                                    |                                    |                                    |  |  |  |  |  |  |  |  |  |  |  |  |  |  |  |  |  |  |  |  |  |  |  |  |  |  |  |  |  |  |  |  |  |  |  |  |  |  |  |  |  |  |  |  |  |  |  |  |
| Elisabeth van Oostenrijk (1526-1545) | Elisabeth van Oostenrijk (1526-1545) | Elisabeth van Oostenrijk (1526-1545) | Elisabeth van Oostenrijk (1526-1545) | Elisabeth van Oostenrijk (1526-1545) | Elisabeth van Oostenrijk (1526-1545) |                                  |                                  | Keizer Maximiliaan II (1527-1576) | Keizer Maximiliaan II (1527-1576) | Keizer Maximiliaan II (1527-1576) | Keizer Maximiliaan II (1527-1576) | Keizer Maximiliaan II (1527-1576) | Keizer Maximiliaan II (1527-1576) |                                     |                                     | Anna van Oostenrijk (1528-1590)     | Anna van Oostenrijk (1528-1590)     | Anna van Oostenrijk (1528-1590)     | Anna van Oostenrijk (1528-1590)     | Anna van Oostenrijk (1528-1590)     | Anna van Oostenrijk (1528-1590)     |                                     |                                     | Ferdinand II van Tirol (1529-1595)  | Ferdinand II van Tirol (1529-1595)  | Ferdinand II van Tirol (1529-1595) | Ferdinand II van Tirol (1529-1595) | Ferdinand II van Tirol (1529-1595) | Ferdinand II van Tirol (1529-1595) |                                  |                                  | Maria van Oostenrijk (1531-1581) Magdalena van Oostenrijk (1532-1590) | Maria van Oostenrijk (1531-1581) Magdalena van Oostenrijk (1532-1590) | Maria van Oostenrijk (1531-1581) Magdalena van Oostenrijk (1532-1590) | Maria van Oostenrijk (1531-1581) Magdalena van Oostenrijk (1532-1590) | Maria van Oostenrijk (1531-1581) Magdalena van Oostenrijk (1532-1590) | Maria van Oostenrijk (1531-1581) Magdalena van Oostenrijk (1532-1590) |                                           |                                           | Karel II van Oostenrijk (1540-1590)       | Karel II van Oostenrijk (1540-1590)       | Karel II van Oostenrijk (1540-1590)       | Karel II van Oostenrijk (1540-1590)       | Karel II van Oostenrijk (1540-1590)    | Karel II van Oostenrijk (1540-1590)    |                                        |                                        | Johanna van Oostenrijk (1547-1578) | Johanna van Oostenrijk (1547-1578) | Johanna van Oostenrijk (1547-1578) | Johanna van Oostenrijk (1547-1578) | Johanna van Oostenrijk (1547-1578) | Johanna van Oostenrijk (1547-1578) |  |  |  |  |  |  |  |  |  |  |  |  |  |  |  |  |  |  |  |  |  |  |  |  |  |  |  |  |  |  |  |  |  |  |  |  |  |  |  |  |  |  |  |  |  |  |  |  |